# Hervelinghen
Ne doit pas être confondu avec Hermelinghen.
Hervelinghen est une commune française située dans le département du Pas-de-Calais en région Hauts-de-France. Ses habitants sont appelés les Hervelinghinois.
La commune fait partie de la communauté de communes de la Terre des Deux Caps qui regroupe 21 communes et compte 22 332 habitants en 2021.
Le territoire de la commune est situé dans le parc naturel régional des Caps et Marais d'Opale.

## Géographie

### Localisation
Localisée dans l’ouest du département du Pas-de-Calais, Hervelinghen est située dans le périmètre du parc naturel régional des Caps et Marais d'Opale (dans sa partie nord-ouest), à mi-distance entre Boulogne-sur-Mer (chef-lieu d'arrondissement) (22 km) et Calais (17 km), au sein du grand paysage nommé  paysages littoraux et arrière-littoraux  dans le SCOT paysager de la Terre des 2 Caps. La côte est à environ 3 km.
Le territoire de la commune est limitrophe de ceux de cinq communes.
Les communes limitrophes sont Audembert, Bonningues-lès-Calais, Escalles, Saint-Inglevert et Wissant.

### Géologie et relief
La superficie de la commune est de 5,89 km2 ; son altitude varie de 39  à   157 m.
Le socle géologique est de la craie blanche à silex et marnes du Secondaire. Il en résulte un paysage ouvert de vallée sèche et de grandes cultures annuelles, caractéristique de l' ambiance maritime  arrière-littorale.
Le village est encadré par les Monts de la Cuesta : Mont de Sombre au nord (altitude maximum sur le territoire communal à 157 mètres sur la crête du Mont), Mont de Couple au sud. Le relief est pentu et se décompose en vallons secs (Vallée à cailloux, vallée Tournante, Riez du Mont de Couple) ou « fond » (fond d'Hervelinghen au nord-ouest, fond Bertaux à l'ouest, avec un minimum d'altitude à 39 m, Fond de Couple au sud-ouest, les Fonds à l'est). Au sud, le Mont de Couple présente un versant nord en partie boisé. Le village est niché dans la vallée et bien exposé (soleil). On voit la mer depuis le village, et inversement le village est bien visible depuis les grandes ouvertures des Monts de la Cuesta.

### Hydrographie
La commune est située dans le bassin Artois-Picardie. Elle n'est drainée par aucun cours d'eau,.

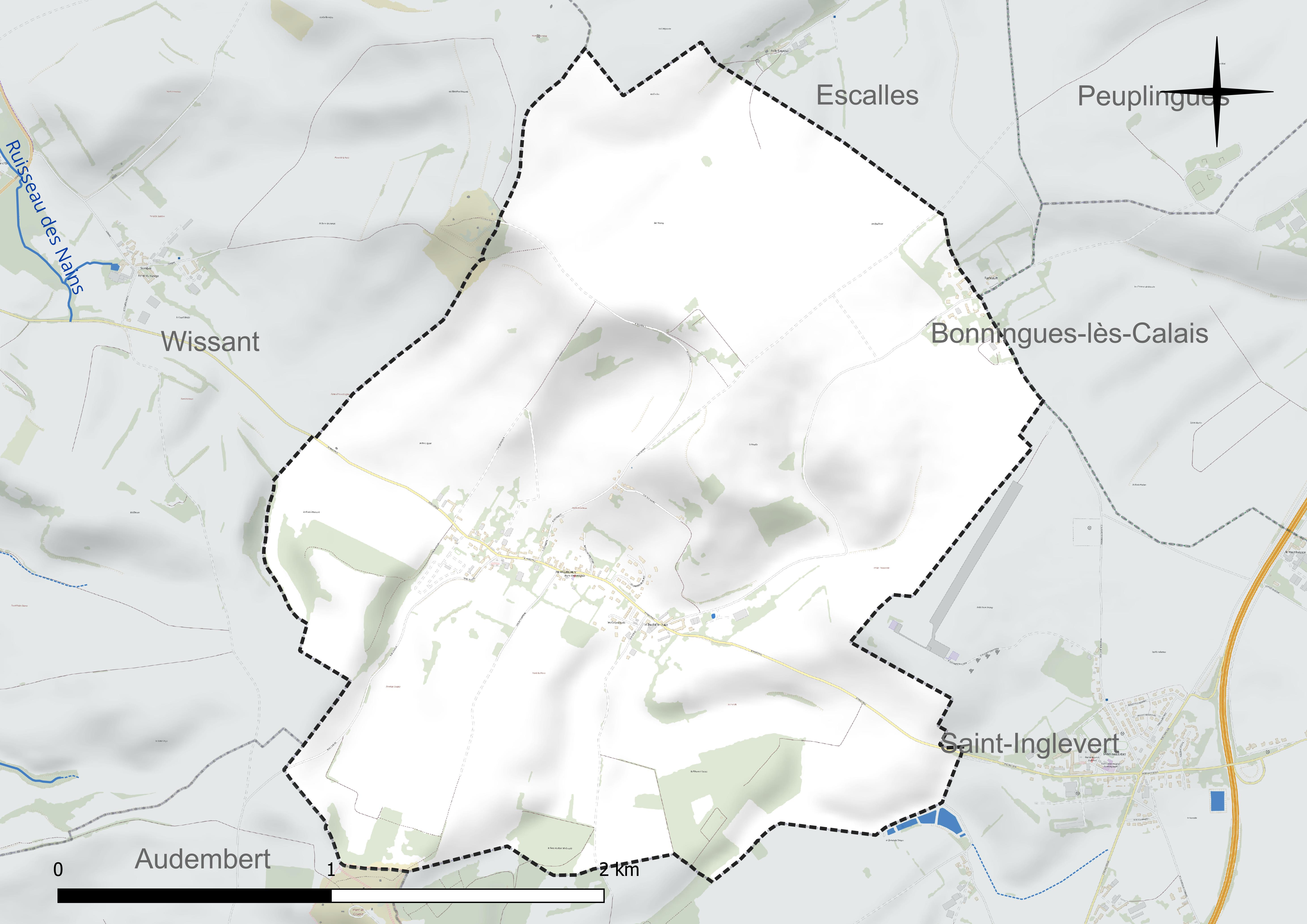
Réseau hydrographique d'Hervelinghen.

### Climat
Pour des articles plus généraux, voir Climat des Hauts-de-France et Climat du Pas-de-Calais.
En 2010, le climat de la commune est de type climat océanique franc, selon une étude du CNRS s'appuyant sur une série de données couvrant la période 1971-2000. En 2020, Météo-France publie une typologie des climats de la France métropolitaine dans laquelle la commune est exposée à un climat océanique et est dans la région climatique Côtes de la Manche orientale, caractérisée par un faible ensoleillement (1 550 h/an) ; forte humidité de l'air (plus de 20 h/jour avec humidité relative > 80 % en hiver), vents forts fréquents.
Pour la période 1971-2000, la température annuelle moyenne est de 10,3 °C, avec une amplitude thermique annuelle de 12,7 °C. Le cumul annuel moyen de précipitations est de 932 mm, avec 12,7 jours de précipitations en janvier et 8,5 jours en juillet. Pour la période 1991-2020, la température moyenne annuelle observée sur la station météorologique la plus proche, située sur la commune de Marck à 18 km à vol d'oiseau, est de 11,0 °C et le cumul annuel moyen de précipitations est de 737,1 mm,. Pour l'avenir, les paramètres climatiques de la commune estimés pour 2050 selon différents scénarios d'émission de gaz à effet de serre sont consultables sur un site dédié publié par Météo-France en novembre 2022.

### Paysages
Pour un article plus général, voir Paysage en France.
La commune est située à la jonction de trois paysages tel qu'ils sont définis dans l'atlas des paysages de la région Nord-Pas-de-Calais, conçu par la direction régionale de l'Environnement, de l'Aménagement et du Logement (DREAL), :
- les « paysages boulonnais » qui concernent 66 communes, se délimitent : au Nord, par les paysages des coteaux calaisiens et du Pays de Licques, à l'Est, par les paysages du Haut pays d'Artois, et au Sud, par les paysages Montreuillois.

Les « paysages boulonnais », constitués d'une boutonnière bordée d'une cuesta définissant un pays d'enclosure, sont essentiellement un paysage bocager composé de 47 % de son sol en herbe ou en forêt et de 31 % en herbage, avec, dans le sud et l'est, trois grandes forêts, celle de Boulogne, d'Hardelot et de Desvres et, au nord, le bassin de carrière avec l'extraction de la pierre de Marquise depuis le Moyen Âge et de la pierre marbrière dont l'extraction s'est développée au XIXe siècle.
La boutonnière est formée de trois ensembles écopaysagers : le plateau calcaire d'Artois qui forme le haut Boulonnais, la boutonnière qui forme la cuvette du bas Boulonnais et la cuesta formée d'escarpements calcaires.
Dans ce paysage, on distingue trois entités :
- - les vastes champs ouverts du Haut Boulonnais ;
  - le bocage humide dans le Bas Boulonnais ;
  - la couronne de la cuesta avec son dénivelé important et son caractère boisé[11] ;

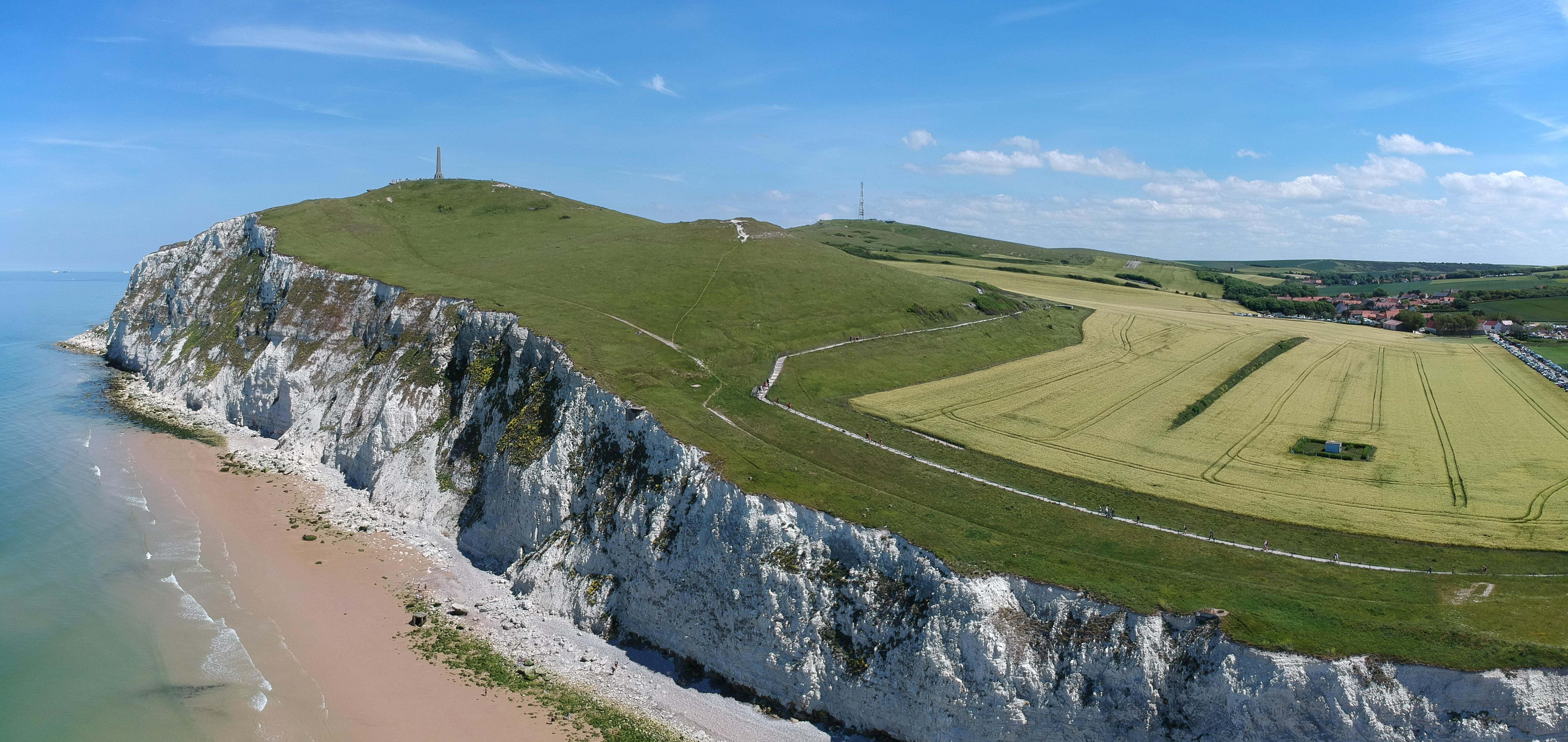
Une vue de ces « paysages des falaises d'Opale » et le cap Blanc-Nez.

- les « paysages des falaises d'Opale », qui concernent 30 communes, s'étendent le long de la côte, d'Équihen-Plage  à Sangatte, sur une bande d'environ 50 km de long et d'un maximum de 5 km de large, l'autoroute A 16 étant la frontière à l'est. Ils sont constitués, d'une part, par les falaises d'Opale où se trouve le grand site des Deux Caps qui, avec le cap Blanc-Nez, culmine à 150 m, ces falaises offrent un belvédère sur le pas de Calais  avec la possibilité de voir les côtes d'Angleterre, et d'autre part, vers l'intérieur des terres, avec les paysages littoraux qui jouxtent ceux des coteaux calaisiens et du pays de Licques, d'un paysage alternant collines, vallons et bocages.

L'occupation des sols se répartit en 43 % de cultures pour les paysages arrière-littoraux, 20 % de sols artificialisés, 20 % de prairies et forêts et 10 % de plage.
Les crans constituent une des particularités de ces côtes à falaises. Les crans sont des vallées suspendues qui se sont retrouvées le « nez en l'air », soit du fait de l'affaissement du pas de Calais, soit par la baisse du niveau de la mer comme le cran d'Escalles, le cran Mademoiselle, le cran Poulet, le cran Barbier, le cran des Sillers, le cran de Quette et le cran aux Œufs, situés, eux, sur la commune d'Audinghen.
Ces paysages sont traversés par trois fleuves côtiers, la Liane (Boulogne-sur-Mer), le Wimereux (Wimereux) et la Slack (Ambleteuse), et par le sentier de grande randonnée GR 120 ou GR littoral, appelé aussi sentier des douaniers, qui chemine le long de ces paysages et offre un magnifique panorama ;
- les « paysages des coteaux calaisiens et du pays de Licques » concernent 56 communes du Pas-de-Calais. Ces paysages s'étendent sur environ 30 km de long (est-ouest) et 15 km de large (nord-sud) et présentent deux sous-ensembles : les coteaux calaisiens au nord et le pays de Licques au sud. Les altitudes de ces paysages varient de 206 m dans le Pays de Licques, à 120 m dans l’ouest des coteaux Calaisiens, près de Guînes, et à 10 m dans l'est, près d'Audruicq[13].

Ces paysages recouvrent trois entités écopaysagères : les collines guînoises qui constituent le rebord septentrional de l'Artois, l'entité de Bredenarde qui appartient à la plaine maritime flamande, et la cuvette de Licques. Ils sont constitués de 59,70 % de cultures, de 17,30 % de forêts, de 15,11 % de prairies naturelles, permanentes, de 7,45 % d'espaces artificialisés, avec les quatre principales communes que sont Audruicq, Ardres, Guînes et Licques, de 0,27 % d'industries, et de 0,18 % de cours d'eau et plan d'eau.
Les éléments structurants de ces paysages sont la LGV Nord et l'A26, la rivière la Hem qui coule du sud vers le nord-est, les escarpements sur les coteaux du Calaisis et autour du pays de Licques et, d'ouest en est, les différents boisements comme la forêt de Guînes, le bois de l'Abbaye, la forêt de Tournehem et une partie de la forêt d'Éperlecques.

### Milieux naturels et biodiversité

#### Espace protégé et géré
La protection réglementaire est le mode d'intervention le plus fort pour préserver des espaces naturels remarquables et leur biodiversité associée.
Dans ce cadre, la commune fait partie d'un espace protégé : le parc naturel régional des Caps et Marais d'Opale, d'une superficie de 132 499 ha réparties sur 154 communes, géré par le syndicat mixte d'aménagement et de gestion du parc naturel régional des Caps et Marais d'Opale.

#### Zone naturelle d'intérêt écologique, faunistique et floristique
L'inventaire des zones naturelles d'intérêt écologique, faunistique et floristique (ZNIEFF) a pour objectif de réaliser une couverture des zones les plus intéressantes sur le plan écologique, essentiellement dans la perspective d'améliorer la connaissance du patrimoine naturel national et de fournir aux différents décideurs un outil d'aide à la prise en compte de l'environnement dans l'aménagement du territoire.
Le territoire communal comprend une ZNIEFF de type 1 : Le site du Mont de Couples et le Blanc Pays, d'une superficie de 681 ha et d'une altitude variant de 34  à   161 mètres. Le mont de couple, constitué d'un éperon saillant qui est vaste coteau crayeux, est couvert de pelouses endémiques du Nord de la France : le Thymo britannici - Festucetum hirtulae. Ce mont présente, à son pied, un petit vallon qui abrite encore une prairie inondable.

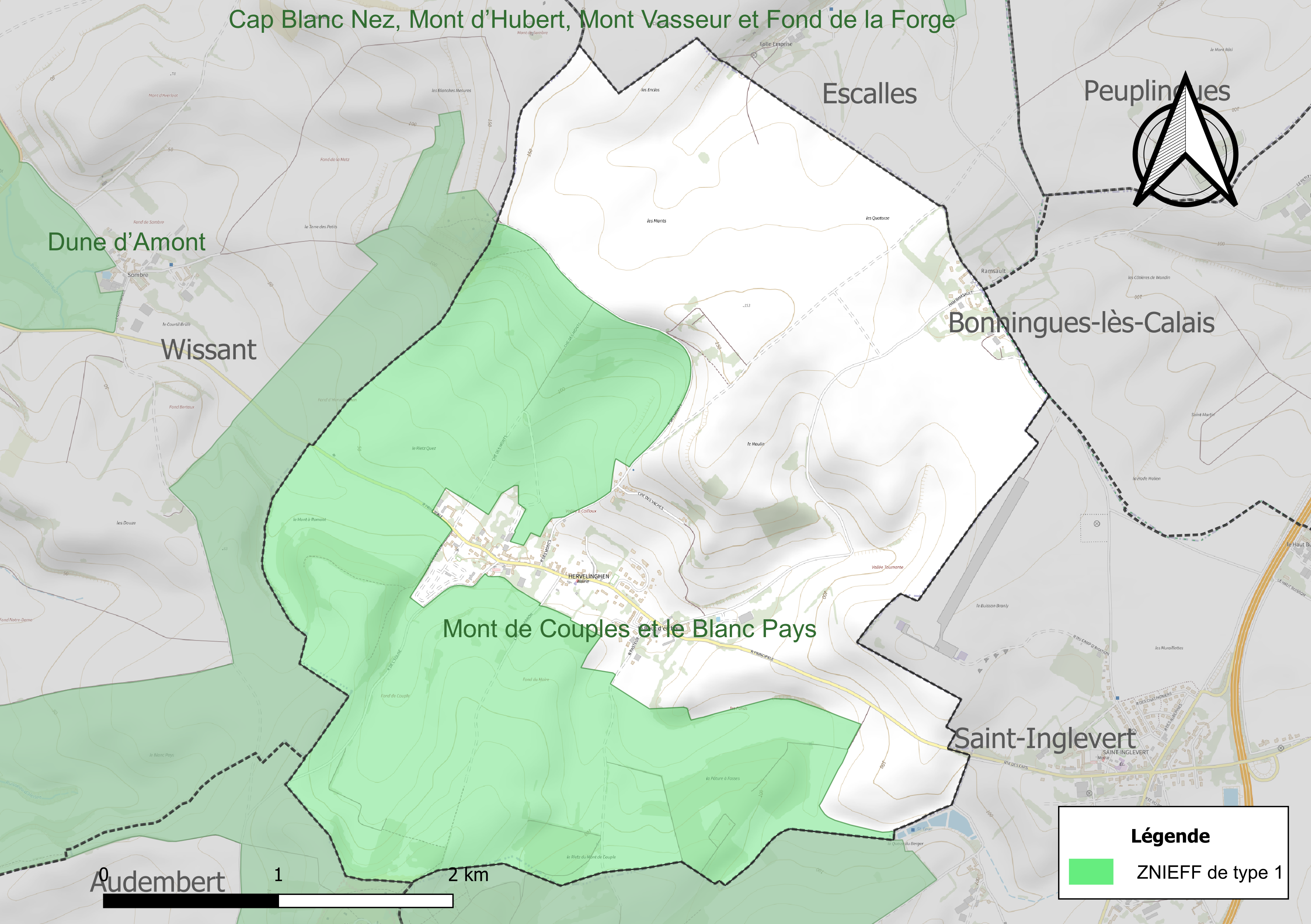
Carte de la ZNIEFF sur la commune.

#### Site Natura 2000
Le réseau Natura 2000 est un réseau écologique européen de sites naturels d'intérêt écologique élaboré à partir des directives « habitats » et « oiseaux ». Ce réseau est constitué de zones spéciales de conservation (ZSC) et de zones de protection spéciale (ZPS). Dans les zones de ce réseau, les États membres s'engagent à maintenir dans un état de conservation favorable les types d'habitats et d'espèces concernés, par le biais de mesures réglementaires, administratives ou contractuelles.
Sur la commune, un site Natura 2000 de type B est défini en site d'importance communautaire (SIC) : les falaises et pelouses du cap Blanc-Nez, du mont d'Hubert, des Noires Mottes, du fond de la Forge et du mont de Couple, d'une superficie de 728 ha dont 40 % de superficie marine, avec une altitude maximum de 162 m.

#### Espèces faunistiques et floristiques
L'Inventaire national du patrimoine naturel (INPN) recense plusieurs espèces faunistiques et floristiques sur le territoire de la commune dont certaines sont protégées et d'autres menacées et quasi-menacées.

## Urbanisme

### Typologie
Au 1er janvier 2024, Hervelinghen est catégorisée commune rurale à habitat dispersé, selon la nouvelle grille communale de densité à sept niveaux définie par l'Insee en 2022.
Elle est située hors unité urbaine. Par ailleurs la commune fait partie de l'aire d'attraction de Calais, dont elle est une commune de la couronne,. Cette aire, qui regroupe 45 communes, est catégorisée dans les aires de 50 000 à moins de 200 000 habitants,.

### Occupation des sols
L'occupation des sols de la commune, telle qu'elle ressort de la base de données européenne d'occupation biophysique des sols Corine Land Cover (CLC), est marquée par l'importance des territoires agricoles (100 % en 2018), une proportion identique à celle de 1990 (100 %). La répartition détaillée en 2018 est la suivante : 
terres arables (79,6 %), prairies (11,2 %), zones agricoles hétérogènes (9,2 %). L'évolution de l'occupation des sols de la commune et de ses infrastructures peut être observée sur les différentes représentations cartographiques du territoire : la carte de Cassini (XVIIIe siècle), la carte d'état-major (1820-1866) et les cartes ou photos aériennes de l'IGN pour la période actuelle (1950 à aujourd'hui).

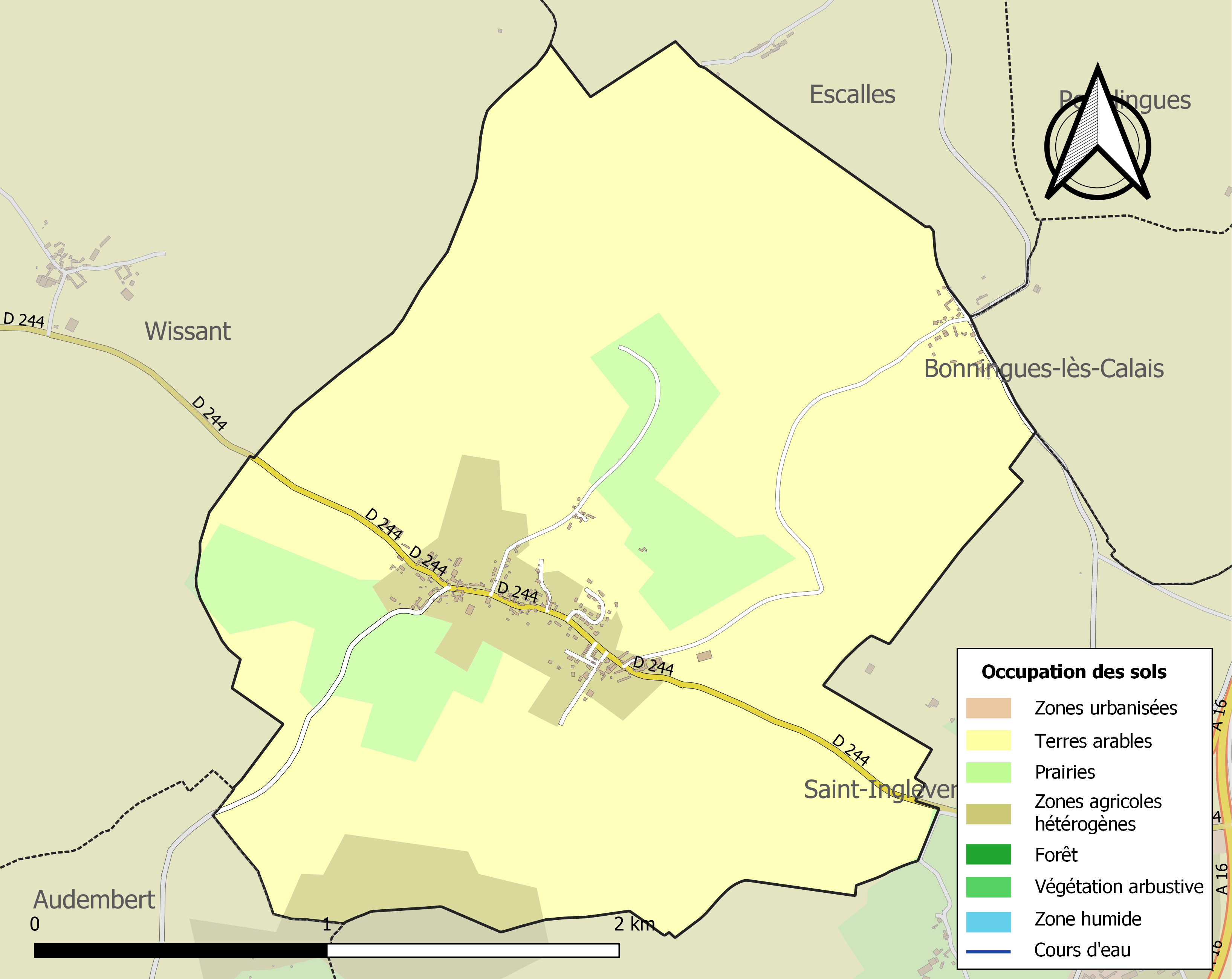
Carte des infrastructures et de l'occupation des sols de la commune en 2018 (CLC).

### Voies de communication et transports
Elle est desservie par la D 244. La gare TER la plus proche est celle de Pihen (environ 5,7 km par la route). L'accès est rapide vers la gare de Calais-Fréthun (à environ 10 km par la route) et l'autoroute A 16.

## Toponymie
Le nom de la localité est attesté sous les formes Helvetingehem, Helbetingahem, Helbetinhem, Helbedingehem et Helvetingehem (1084 et 1127), Helvuenghehem (1119), Helvelingehem (1145), Heuviningehem (1157), Elvelinghem (1174), Helvidingehem (1179), Hervedinghehem (fin XIIIe siècle), Hervedinghem (vers 1512), Hévelinghen (1554), Helveringham et Hervelyngham (1556), Hervelingan (1583), Hervelinghen (1674).
D'après Ernest Nègre, la commune tiendrait son nom de l'anthroponyme germanique Helvidis ayant subi l'attraction du nom Willingus, suivi de -ingen « gens (de) » + he(i)m « demeure, maison », donnant la « demeure du peuple de Helvidis ».

## Histoire
Des haches en silex, présumées datant de la préhistoire, ont été retrouvées sur le village dans les années 1860.
Des fouilles effectuées en 1863-1864 ont révélé que des mottes, d'une hauteur allant jusqu'à environ un mètre, situées sur Hervelinghen étaient des tumulus, datant possiblement des Gaulois.
En 1179, Gérold de Piro et sa femme Béatrix donnent la dîme d'Ervelinghem à l'abbaye Saint-Médard d'Andres.
En 1206, Lambert de Bruges, évêque de Thérouanne, déclare qu'à sa demande, le chevalier Gusfrid de Ferchnes (Ferques) a cédé à l'abbé Itérius de l'abbaye d'Andres ses droits sur la dîme de Hervedinghem. Et un peu plus tard, la même année, Gusfrid confirme la cession de la dîme faite par Gérold de Piro.
Hervelinghen faisait partie des paroisses proches de Calais occupées par les Anglais depuis le 4 août 1347, date à laquelle ceux-ci ont pris Calais. Elle est restée anglaise pendant 150 ans jusqu'à janvier 1558, date à laquelle les Français reprennent Calais (siège de Calais 1558).

## Politique et administration

### Découpage territorial
La commune se trouve dans l'arrondissement de Boulogne-sur-Mer du département du Pas-de-Calais.

#### Commune et intercommunalités
La commune est membre de la communauté de communes de la terre des deux caps.

#### Circonscriptions administratives
La commune est rattachée au canton de Desvres.

#### Circonscriptions électorales
Pour l'élection des députés, la commune fait partie de la sixième circonscription du Pas-de-Calais.

### Élections municipales et communautaires

#### Liste des maires
| Période                                  | Période                    | Identité      | Étiquette | Qualité                         |
| ---------------------------------------- | -------------------------- | ------------- | --------- | ------------------------------- |
| Les données manquantes sont à compléter. |                            |               |           |                                 |
| mars 2001                                | 2020                       | Hervé Crépin  |           | Réélu pour le mandat 2014-2020, |
| 23 mai 2020                              | En cours (au 23 mars 2022) | Pierre Ammeux |           | Ancien cadre,                   |

## Équipements et services publics

### Enseignement
La commune compte une classe de 25 élèves (école élémentaire) en RPI avec Saint-Inglevert (1 classe maternelle et 1 élémentaire).

### Santé
Il n'y a en 2010 aucune activité de santé sur la commune. Les médecins les plus proches et pharmacie sont à Wissant à environ 4 km par la route ; Marquise regroupe toute la gamme intermédiaire de services de santé, l'hôpital le plus proche étant celui de Calais.

## Population et société

### Démographie
Les habitants sont appelés les Hervelinghinois.

#### Évolution démographique
L'évolution du nombre d'habitants est connue à travers les recensements de la population effectués dans la commune depuis 1793. Pour les communes de moins de 10 000 habitants, une enquête de recensement portant sur toute la population est réalisée tous les cinq ans, les populations de référence des années intermédiaires étant quant à elles estimées par interpolation ou extrapolation. Pour la commune, le premier recensement exhaustif entrant dans le cadre du nouveau dispositif a été réalisé en 2004.

En 2022, la commune comptait 220 habitants, en évolution de −5,98 % par rapport à 2016 (Pas-de-Calais : −0,72 %, France hors Mayotte : +2,11 %).
| 1793 | 1800 | 1806 | 1821 | 1831 | 1836 | 1841 | 1846 | 1851 |
| ---- | ---- | ---- | ---- | ---- | ---- | ---- | ---- | ---- |
| 150  | 151  | 155  | 219  | 228  | 246  | 242  | 242  | 213  |

| 1856 | 1861 | 1866 | 1872 | 1876 | 1881 | 1886 | 1891 | 1896 |
| ---- | ---- | ---- | ---- | ---- | ---- | ---- | ---- | ---- |
| 222  | 221  | 196  | 195  | 187  | 175  | 161  | 164  | 173  |

| 1901 | 1906 | 1911 | 1921 | 1926 | 1931 | 1936 | 1946 | 1954 |
| ---- | ---- | ---- | ---- | ---- | ---- | ---- | ---- | ---- |
| 205  | 202  | 178  | 147  | 143  | 151  | 159  | 173  | 162  |

| 1962 | 1968 | 1975 | 1982 | 1990 | 1999 | 2004 | 2006 | 2009 |
| ---- | ---- | ---- | ---- | ---- | ---- | ---- | ---- | ---- |
| 173  | 149  | 134  | 166  | 172  | 182  | 236  | 240  | 237  |

| 2014 | 2019 | 2022 | - | - | - | - | - | - |
| ---- | ---- | ---- | - | - | - | - | - | - |
| 231  | 228  | 220  | - | - | - | - | - | - |

#### Pyramide des âges
En 2018, le taux de personnes d'un âge inférieur à 30 ans s'élève à 29,4 %, soit en dessous de la moyenne départementale (36,7 %). À l'inverse, le taux de personnes d'âge supérieur à 60 ans est de 29,0 % la même année, alors qu'il est de 24,9 % au niveau départemental.
En 2018, la commune comptait 126 hommes pour 104 femmes, soit un taux de 54,78 % d'hommes, largement supérieur au taux départemental (48,50 %).
Les pyramides des âges de la commune et du département s'établissent comme suit.
| Hommes | Classe d’âge | Femmes |
| ------ | ------------ | ------ |
| 0,0    | 90 ou +      | 1,0    |
| 4,8    | 75-89 ans    | 2,9    |
| 24,0   | 60-74 ans    | 25,2   |
| 21,6   | 45-59 ans    | 28,2   |
| 16,8   | 30-44 ans    | 17,5   |
| 13,6   | 15-29 ans    | 10,7   |
| 19,2   | 0-14 ans     | 14,6   |

| Hommes | Classe d’âge | Femmes |
| ------ | ------------ | ------ |
| 0,5    | 90 ou +      | 1,6    |
| 5,6    | 75-89 ans    | 8,9    |
| 16,7   | 60-74 ans    | 18,1   |
| 20,2   | 45-59 ans    | 19,2   |
| 18,9   | 30-44 ans    | 18,1   |
| 18,2   | 15-29 ans    | 16,2   |
| 19,9   | 0-14 ans     | 17,9   |

### Sports et loisirs
Le sentier du Cap Blanc-Nez (petite randonnée) passe dans la partie nord de la commune.

## Économie
En dehors des emplois liés aux services locaux (mairie, école), un gîte à la ferme et un camping sont installés sur la commune. Les résidents sont très dépendants de la voiture en raison du relief (pentes pour le vélo) et d'une position excentrée (aucune ville à moins de 10 km) et multipolaire. Ainsi, le cœur de la communauté de communes, Marquise, est à la même distance que celui de la communauté de communes voisine (Guînes). Sangatte et Coquelles (zone commerciale Cité Europe) sont à la même distance, à 11 ou 12 km. Tous ces pôles constituent des zones d'emploi et de services, les deux grands bassin d'emploi étant ceux de Calais et Boulogne.

## Culture locale et patrimoine

### Lieux et monuments

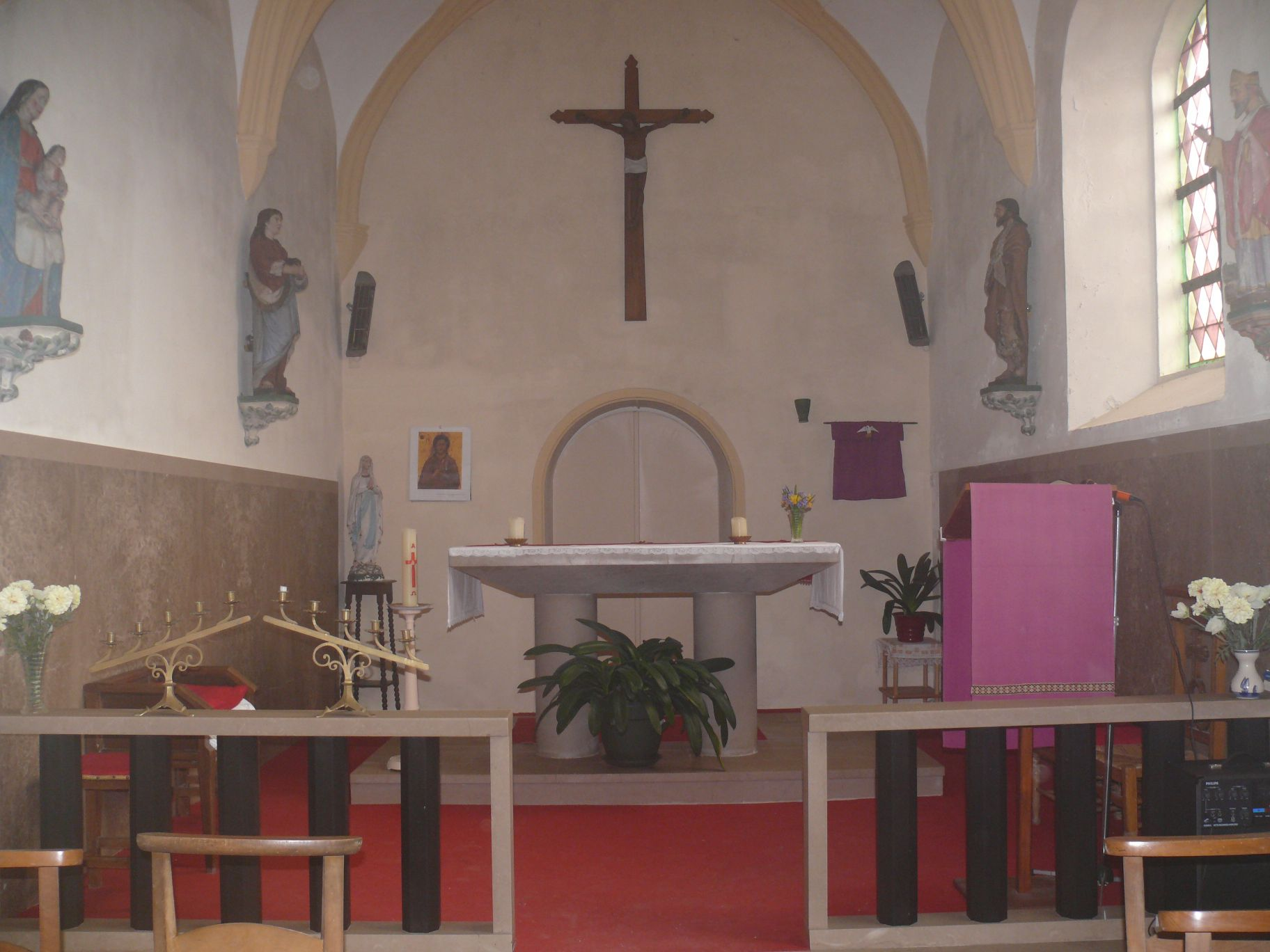
Intérieur de l'église Saint-Quentin.

- L'église Saint-Quentin, faisant partie de la paroisse Notre-Dame-des-Flots.
- On trouve sur une place de la D 244, une colonne en pierre blanche, ornée d'un crucifix, qui date au moins de l'occupation anglaise et  remonterait au XIVe siècle[48].
- Le monument aux morts[49].

### Héraldique
| Blason de Hervelinghen | Blason  | Écartelé : aux 1er et 4e d'argent à trois fasces de gueules, au 2e et 3e d'argent à trois doloires de gueules ; à la cloche d'azur brochant sur la partition en abîme. |
| Blason de Hervelinghen | Détails | Il s'agit des armes de la famille de Croÿ-Renty, qui posséda la seigneurie à partir de 1668. La cloche évoque le fait que lorsque le seigneur se rendait au village (celui-ci ne résidant pas sur place) il se faisait reconnaître en « convoquant » la population sur la place au son de la cloche de l'église. Le statut officiel du blason reste à déterminer. |

## Pour approfondir